# Armand Abel
 (août 2021).
Si vous disposez d'ouvrages ou d'articles de référence ou si vous connaissez des sites web de qualité traitant du thème abordé ici, merci de compléter l'article en donnant les références utiles à sa vérifiabilité et en les liant à la section « Notes et références ».
 (août 2019).
Armand Frédéric Charles Valère Abel, né le 11 juin 1903 à Uccle et mort le 31 mai 1973 à Aywaille, est un islamologue et un professeur d'université belge.

## Biographie
Il naît à Uccle en Belgique le 11 juin 1903. En 1924, il termine des études de philologie classique à l'Université libre de Bruxelles. Il accompagne alors l'un de ses maîtres en Égypte et sa rencontre avec le monde islamique déterminera sa vocation définitive : l'étude de l'Islam.
Il enseigne en premier lieu dans le cadre de l'enseignement secondaire à l'Athénée de Schaerbeek de 1928 à 1953 même s'il donne également des cours d'arabe et d'islamologie pour l'Institut des hautes études de Belgique. Ayant perfectionné ses connaissances de la langue et de la civilisation arabe à Paris (École normale supérieure, École des langues orientales vivantes et École pratique des hautes études), il commence également à enseigner à l'Université libre de Bruxelles après une thèse d'agrégation de l'enseignement supérieur.
Il crée alors à Bruxelles mais aussi à l'Université de Gand un programme complet d'enseignement d'islamologie et dirige plusieurs centres de recherche sur l'islam contemporain. Il fut également membre de très nombreuses sociétés savantes dont l'illustre Accademia dei Lincei et participa pendant plus de vingt ans à tous les grands congrès internationaux d'islamologie.
Il meurt le 31 mai 1973 à Aywaille en Belgique. Il est inhumé au cimetière de Dieupart à Aywaille.

## Travaux
L'œuvre d'Armand Abel est à la fois très diversifiée et très étendue mais il est possible de citer les grands thèmes qu'il a étudié à des moments différents de sa vie:
- L'archéologie musulmane
- La polémique islamo-chrétienne
- La littérature arabe classique
- La science musulmane (alchimie, astronomie, sciences occultes et religieuses)
- L'Islam contemporain (sociologie, économie, géographie régionale, politique internationale du monde musulman)

## Œuvres
Sa bibliographie complète comprend 109 titres dont :
- Ghaibi et les grands faïenciers égyptiens d'époque mamluke. Avec un catalogue de leurs œuvres conservées au Musée d'art arabe du Caire, Le Caire, 1930.
- Les enseignements des 1001 nuits, Bruxelles, 1939.
- Le Coran, Bruxelles, 1951.
- Le roman d'Alexandre, légendaire médiéval, Bruxelles, 1955.
- Les musulmans noirs du Maniéma, Bruxelles, 1960.
- L'apologie d'Al Kindi et sa place dans la polémique islamo-chrétienne, Rome, Accademia dei Lincei, 1964.
- Le Monde arabe et musulman, Bruxelles, 1968.
- Gouvernés et gouvernants en terre d'Islam, dans Recueils de la Société Jean-Botin, 22, 1969, p. 355-389.
- Formation et constitution du roman d'Antar, Rome, Accademia dei Lincei, 1970.
- De l'alchimie arabe à l'alchimie occidentale, Rome, Accademia dei Lincei, 1971.